# Millie Bobby Brown
Millie Bobby Brown (sinh ngày 19 tháng 2 năm 2004) là một nữ diễn viên kiêm nhà sản xuất phim người Anh. Vai Eleven trong loạt phim truyền hình khoa học viễn tưởng Cậu bé mất tích (Stranger Things) (2016–nay) giúp Brown trở nên nổi tiếng và được đề cử giải Primetime Emmy cho hạng mục Nữ diễn viên phụ phim truyền hình xuất sắc nhất. Cô vào vai chính kiêm sản xuất bộ phim bí ẩn Enola Holmes (2020) và đóng chính trong tác phẩm điện ảnh Chúa tể Godzilla (2019).
Năm 2018, Tạp chí Time bình chọn Brown là một trong 100 nhân vật ảnh hưởng nhất trên thế giới. Cô là đại sứ thiện chí nhỏ tuổi nhất của UNICEF.

## Tiểu sử
Cô sinh ra tại Marbella, Andalusia, Tây Ban Nha, là người con thứ ba trong gia đình có bốn người con của cặp vợ chồng người Anh, Kelly và Robert Brown. Gia đình cô chuyển đến Bournemouth, Dorset, khi Brown khoảng bốn tuổi, sau đó đến Orlando, Florida bốn năm sau đó. Millie mất một phần khả năng nghe ở một bên tai khi mới chào đời.
Cô hiện đang sống ở London và Atlanta, Georgia.

## Sự nghiệp
Trong năm 2013, Brown đã có vai diễn đầu tiên của cô như một ngôi sao khách mời trong loạt phim truyền hình tưởng tượng của Đài ABC Once Upon a Time in Wonderland, phần thêm của loạt phim Ngày xửa ngày xưa, mô tả vai trò của Alice lúc trẻ.
Trong năm 2014, cô đã có một vai chính trong bộ phim truyền hình kinh dị huyền thoại của BBC America Intruders vào vai Madison O'Donnell. Sau đó, cô xuất hiện trong bộ phim cảnh sát của CBS NCIS, sitcom của ABC Modern Family, và bộ phim truyền hình Grey's Anatomy.
Trong năm 2016, Brown đã đóng vai Eleven trong bộ phim truyền hình Stranger Things của Netflix. Vai diễn của cô nhận được nhiều lời khen ngợi và cô đã được đề cử giải nữ diễn viên xuất sắc nhất trong phim truyền hình của Nghiệp đoàn Diễn viên Màn ảnh và Giải Primetime Emmy cho nữ diễn viên phụ xuất sắc trong bộ phim truyền hình. Cô cũng giành giải thưởng Saturn lần thứ 43 cho màn trình diễn xuất sắc nhất của một diễn viên trẻ trong một bộ phim truyền hình của Viện Hàn lâm phim khoa học viễn tưởng, kỳ ảo và kinh dị.
Vào tháng 11 năm 2016, Brown đóng vai chính trong MV cho đĩa đơn "Find Me" của Sigma và Birdy. Kể từ tháng 11 năm 2016, cô đã xuất hiện trong quảng cáo thương mại cho Citigroup. Vào tháng 1 năm 2017, cô đã làm người mẫu lần đầu trong chiến dịch By Appointment của Calvin Klein. Tháng sau, cô được ký chọn vào làm việc tại công ty quản lý người mẫu hàng đầu IMG Models.
Brown sẽ tham gia đóng phim đầu tay của cô trong phần tiếp theo của Godzilla, Godzilla: King of the Monsters dự định phát hành năm 2019.
Vào tháng 1 năm 2018, Brown được chọn tham gia diễn xuất và sản xuất bộ phim chuyển thể từ cuốn sách Enola Holmes Mysteries.
Tháng 03 năm 2019, Brown thông báo mình sẽ vào vai nữ chính Suzy trong bộ phim chuyển thể từ tiểu thuyết The Thing About Jellyfish của tác giả Ali Benjamin.

## Phim ảnh

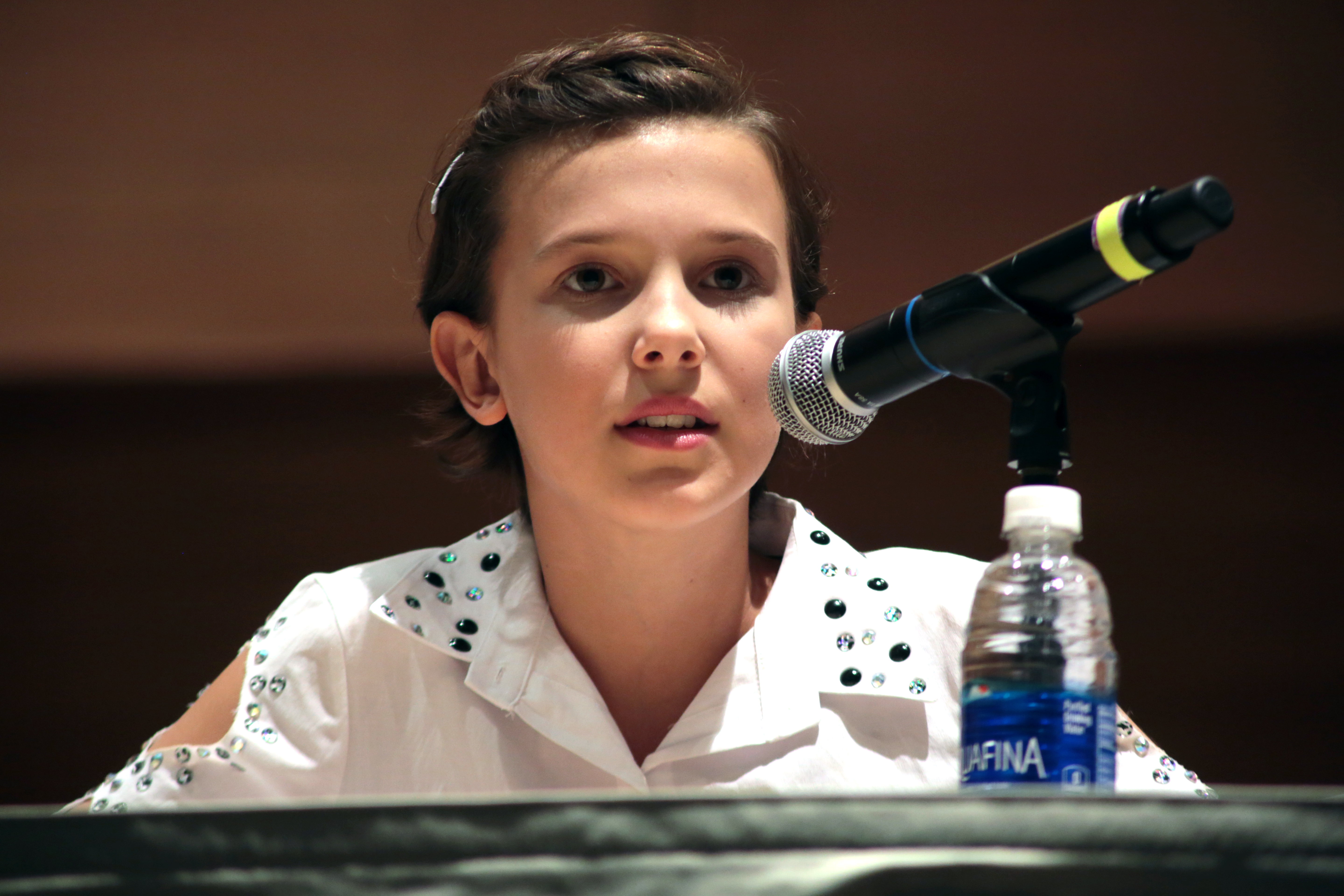
Brown tại Lễ hội Truyện tranh Phoenix vào năm 2016

### Phim
| Năm  | Tên phim                             | Vai diễn        | Ghi chú         |
| ---- | ------------------------------------ | --------------- | --------------- |
| 2018 | Spheres: Bài hát của không thời gian | Narrator        |                 |
| 2019 | Chúa tể Godzilla                     | Madison Russell |                 |
| 2020 | Enola Holmes                         | Enola Holmes    |                 |
| 2021 | Godzilla đại chiến Kong              | Madison Russell | Post-production |
| 2022 | Enola Holmes 2                       | Enola Holmes    |                 |

### TV
| Năm      | Tên phim                       | Vai diễn          | Ghi chú                            |
| -------- | ------------------------------ | ----------------- | ---------------------------------- |
| 2013     | Once Upon a Time in Wonderland | Young Alice       | 2 tập                              |
| 2014     | Intruders                      | Madison O'Donnell | Vai diễn chính; 8 tập              |
| 2014     | NCIS                           | Rachel Barnes     | Tập: "Parental Guidance Suggested" |
| 2015     | Modern Family                  | Lizzie            | Tập: "Closet? You'll Love It!"     |
| 2015     | Grey's Anatomy                 | Ruby              | Tập: "I Feel the Earth Move"       |
| 2016–nay | Cậu bé mất tích                | Eleven / Jane     | Vai diễn chính                     |

### Video âm nhạc
| Năm  | Tiêu đề                                                           | Nghệ sĩ                    | Chú thích |
| ---- | ----------------------------------------------------------------- | -------------------------- | --------- |
| 2016 | "Find Me"                                                         | Sigma featuring Birdy      | [ 15 ]    |
| 2017 | "I Dare You"                                                      | The xx                     | [ 16 ]    |
| 2018 | "Girls Like You" (Original, Volume 2 and Vertical Video versions) | Maroon 5 featuring Cardi B |           |
| 2018 | "In My Feelings"                                                  | Drake                      |           |

## Giải thưởng và đề cử
| Năm  | Nội dung đề cử                 | Giải thưởng                     | Thể loại                                                                   | Kết quả   | Chú thích |
| ---- | ------------------------------ | ------------------------------- | -------------------------------------------------------------------------- | --------- | --------- |
| 2017 | Stranger Things                | Giải thưởng Young Artist        | Best Performance in a Digital TV Series or Film – Young Actress            | Đề cử     | [ 17 ]    |
| 2017 | Stranger Things                | Giải thưởng People's Choice     | Favorite Sci-Fi/Fantasy TV Actress                                         | Đề cử     | [ 18 ]    |
| 2017 | Stranger Things                | Giải thưởng Screen Actors Guild | Outstanding Performance by a Female Actor in a Drama Series                | Đề cử     | [ 19 ]    |
| 2017 | Stranger Things                | Giải thưởng Screen Actors Guild | Outstanding Performance by an Ensemble in a Drama Series                   | Đoạt giải | [ 19 ]    |
| 2017 | Stranger Things                | Giải thưởng Fangoria Chainsaw   | Nữ diễn viên truyền hình xuất sắc nhất                                     | Đoạt giải | [ 20 ]    |
| 2017 | Stranger Things                | Giải thưởng Saturn              | Diễn viên trẻ xuất sắc nhất trong một bộ phim truyền hình                  | Đoạt giải | [ 9 ]     |
| 2017 | Stranger Things                | Giải thưởng MTV Movie & TV      | Diễn viên xuất sắc nhất trong một chương trình                             | Đoạt giải | [ 21 ]    |
| 2017 | Stranger Things                | Giải thưởng MTV Movie & TV      | Anh hùng xuất sắc nhất                                                     | Đề cử     | [ 21 ]    |
| 2017 | Stranger Things                | Giải thưởng Teen Choice         | Ngôi sao truyền hình Breakout Choice                                       | Đề cử     | [ 22 ]    |
| 2017 | Stranger Things                | Giải thưởng Primetime Emmy      | Nữ diễn viên phụ xuất sắc cho phim truyền hình                             | Đề cử     | [ 23 ]    |
| 2017 | Stranger Things                | Giải thưởng Gold Derby TV       | Nữ diễn viên phụ                                                           | Đề cử     | [ 24 ]    |
| 2017 | Stranger Things                | Giải thưởng Gold Derby TV       | Biểu diễn đột phá của năm                                                  | Đoạt giải | [ 24 ]    |
| 2017 | Stranger Things                | Giải thưởng IGN People's Choice | Best Dramatic TV Performance                                               | Đoạt giải | [ 25 ]    |
| 2017 | Bản thân                       | Giải thưởng NME                 | Hero of the Year                                                           | Đề cử     | [ 26 ]    |
| 2018 | Stranger Things                | Giải thưởng Screen Actors Guild | Màn trình diễn xuất sắc của một diễn viên nữ trong một bộ phim truyền hình | Đề cử     | [ 27 ]    |
| 2018 | Stranger Things                | Giải thưởng Screen Actors Guild | Outstanding Performance by an Ensemble in a Drama Series                   | Đề cử     | [ 27 ]    |
| 2018 | Stranger Things                | Giải thưởng Empire              | Nữ diễn viên xuất sắc nhất trong một bộ phim truyền hình                   | Đề cử     | [ 28 ]    |
| 2018 | Stranger Things                | Giải thưởng Kids' Choice        | Nữ diễn viên truyền hình yêu thích                                         | Đoạt giải | [ 29 ]    |
| 2018 | Stranger Things                | Giải thưởng Saturn              | Diễn viên trẻ xuất sắc nhất trong một bộ phim truyền hình                  | Đề cử     | [ 30 ]    |
| 2018 | Stranger Things                | Giải thưởng MTV Movie & TV      | Best Performance in a Show                                                 | Đoạt giải | [ 31 ]    |
| 2018 | Stranger Things                | Giải thưởng MTV Movie & TV      | Best Kiss (with Finn Wolfhard)                                             | Đề cử     |           |
| 2018 | Stranger Things                | Giải thưởng Teen Choice         | Choice Sci-Fi/Fantasy TV Actress                                           | Đoạt giải |           |
| 2018 | Stranger Things                | Giải thưởng Teen Choice         | Choice TV Ship (with Finn Wolfhard)                                        | Đề cử     |           |
| 2018 | Stranger Things                | Giải thưởng Gold Derby          | Best Drama Supporting Actress                                              | Đề cử     |           |
| 2018 | Stranger Things                | Giải thưởng Primetime Emmy      | Outstanding Supporting Actress in a Drama Series                           | Đề cử     |           |
| 2019 | Stranger Things                | Giải thưởng Kids' Choice        | Favorite TV Actress                                                        | Đề cử     |           |
| 2019 | Stranger Things                | Giải thưởng Teen Choice         | Choice Summer TV Actress                                                   | Đoạt giải |           |
| 2019 | Godzilla: King of the Monsters | Saturn Awards                   | Best Performance by a Younger Actor                                        |           |           |